# 扎卡里亚·塔米尔
扎卡里亚·塔梅尔（阿拉伯语：‎,1931年1月2日-）短篇小说作家，新闻记者。他被认为是阿拉伯世界最重要的一位短篇小说家，同时也是创作儿童小说的先驱者。

## 生平
扎卡里亚生于大马士革 1944年，他为家计所迫离开了学校，到了一家铁匠铺学做锁匠。同时努力自学，阅读了大量的书籍。他开始对政治感兴趣，在夜校中又接触了一些知识分子，受到思想启蒙，决定为了没有发言权的叙利亚底层人民而写作。1957年他开始在杂志上发表自己的短篇小说。1960年他的第一部小说集出版后，他离开了铁匠铺，成为了一名杂志编辑。
1968年他参与组织了叙利亚作家协会，被选入执行委员会，负责出版和印刷，并曾担任了四年的叙利亚作协副主席。1980年作为杂志编辑的他因为在杂志上发表了呼吁反抗专制，寻求自由的文章而被解雇。他决定离开叙利亚，前往伦敦定居。1958年以来，针对儿童和自1968年以来的故事。一直住在英国。2009年获得蒙特利尔图书节的蓝色大都市文学奖。2012年他建立了自己的facebook，关注动荡不安的叙利亚局势。

## 主要作品
- 《白骥的嘶鸣》（1959）
- 《闷雷》（1970）
- 《第十天的老虎》（1978）
- 《挪亚的召唤》（1994）